# Per Schei

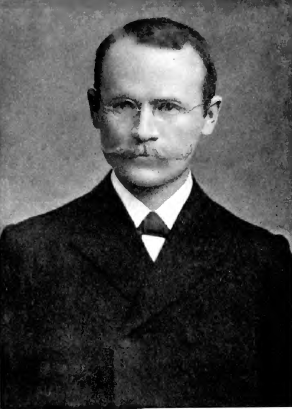
Per Schei

Per Schei (eigentlich Peder Elisæus Schei; * 16. Februar 1875 in Snåsa, Norwegen; † 1. November 1905 in Holmestrand) war ein norwegischer Geologe und Polarforscher.

## Leben
Per Schei wurde 1875 als erstes von fünf Kindern von Peter Pedersen Skei (1846–1933) und Eline Margrete Ellingsdatter Leinplass (1844–1923) in Snåsa in Mittelnorwegen geboren. Sein Vater war seit seiner Hochzeit 1872 Verwalter des Kirchenguts in Snåsa, bis er 1878 mit seiner Familie nach Sparbu umzog, wo er das Gut Stigemsenget gekauft hatte. Per Schei wuchs ab 1884 bei seiner Tante Karen Marie Schei in Kopenhagen auf, wo sie Nils Alstrup (1820–1906), den ehemaligen Pfarrer von Snåsa, geheiratet hatte. Schei besuchte die Borgerdydskolen in Kopenhagen und legte 1892 sein Examen artium ab. Von 1894 bis 1898 studierte er Geologie an der Universität Kristiania, wo er von Waldemar Christofer Brøgger betreut wurde. Er heiratete am 16. Februar 1897 Inga Georgine Ulve (* 1868) aus Tromsø, die, bevor sie nach Kristiania kam, zwei Jahre als Lehrerin in Nordreisa gearbeitet hatte. Das Paar hatte einen Sohn (* 1896), der wie sein Vater Per hieß. Schon vor dem Abschluss seines Studiums arbeitete Schei ab dem 1. April 1897 als Amanuensis im metallurgischen Labor der Universität.

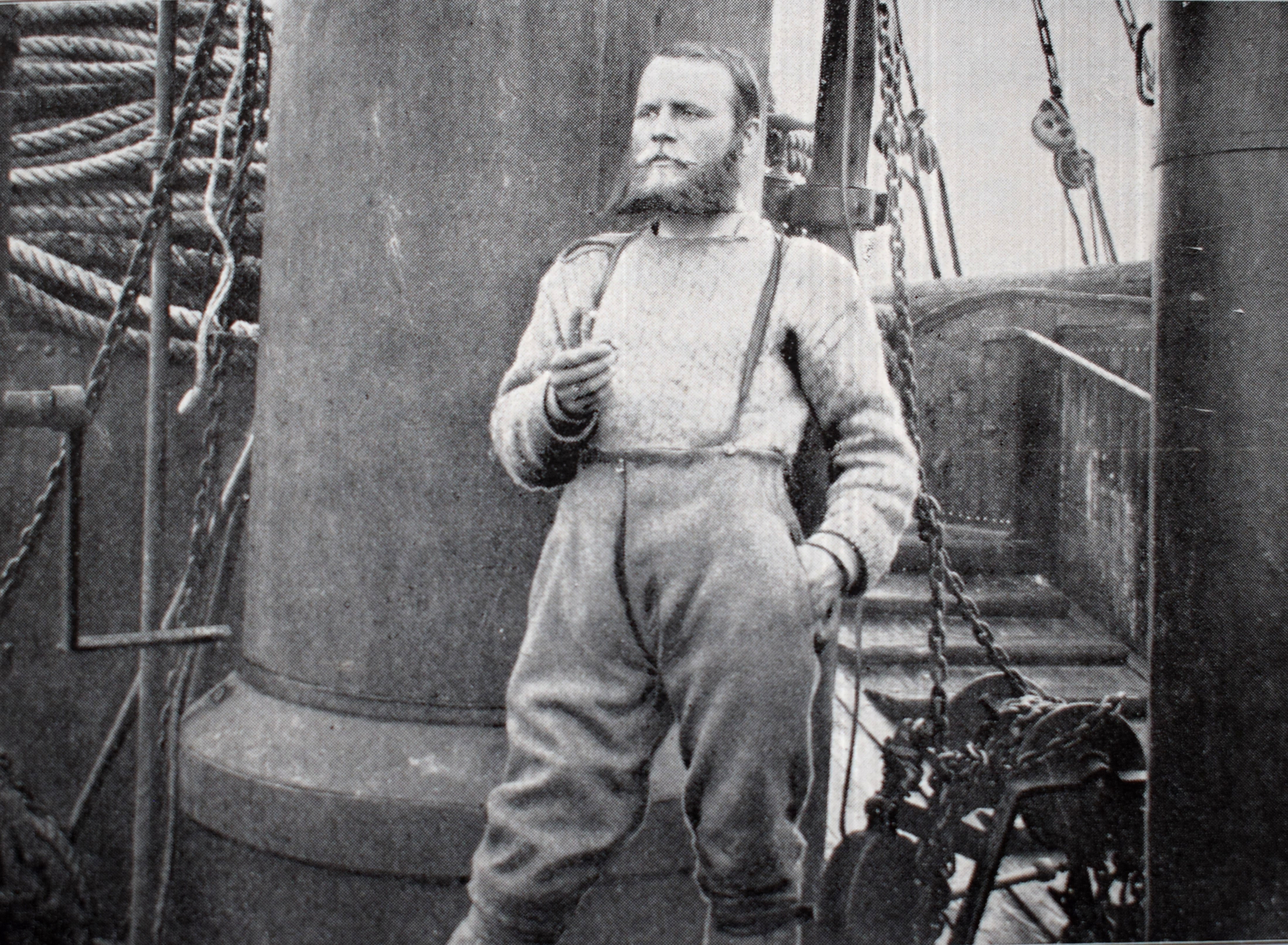
Per Schei an Bord der Fram (1900)

Obwohl Schei kurzsichtig war und von einer Krankheit in seiner Kindheit ein steifes Bein zurückbehalten hatte, nahm er von 1898 bis 1902 an der Zweiten Norwegischen Arktisexpedition mit der Fram teil. Die von Otto Sverdrup geleitete Expedition hatte das Ziel, westlich von Grönland durch die Nares-Straße an die Nordküste Grönlands zu gelangen und dort zu überwintern. Auf Exkursionen mit dem Hundeschlitten sollten die Nord- und die unbekannte Nordostküste Grönlands erforscht werden. Die Eisverhältnisse waren 1898 aber so ungünstig, dass das Kane-Becken nicht passiert werden konnte und die Expedition bei Pim Island überwintern musste. Nach ausgedehnten Schlittenreisen im Frühjahr 1899 konnte die Fram im Sommer wieder nicht nach Norden vordringen. Sverdrup entschied sich dafür, das Schiff nach Süden durch den Smithsund zurück in die Baffin Bay zu führen und nach Westen in den Jonessund zu fahren. Hier überwinterte die Expedition noch drei Mal und entdeckte bis dahin unbekannte Inseln mit einer Fläche von 150.000 km², die heute Sverdrup-Inseln genannt werden. Nachdem er bei einer der ersten Exkursionen durch Erfrierungen fünf Zehen eingebüßt hatte, wurde Per Schei ein fähiger Hundeschlittenführer und nahm an einigen der längsten Entdeckungsfahrten teil. Als die Fram nach vier Jahren nach Norwegen zurückkehrte, hatte sie Scheis reichhaltige Sammlung von Gesteinsproben, Mineralien und Fossilien an Bord. Die geographischen und wissenschaftlichen Ergebnisse der Expedition zählen zu den bedeutendsten in der Geschichte der Arktisforschung, und Schei hatte einen großen Anteil daran.
Am 1. April 1903 trat Schei seine neue Position als Amanuensis am Institut für Mineralogie der Universität Kristiania an. Noch im selben Monat stellte er der Royal Geographical Society in London gemeinsam mit Sverdrup die Ergebnisse der Expedition vor und erntete viel Lob. Noch 1903 erschienen vorläufige Publikationen mit den wichtigsten Ergebnissen seiner wissenschaftlichen Arbeit. Er wurde zudem zum Herausgeber des offiziellen wissenschaftlichen Expeditionsberichts bestimmt. Schei erkrankte 1905 schwer und verstarb am 1. November, bevor der erste von vier Bänden mit dem Titel Report of the Second Norwegian Arctic Expedition in the "Fram" (1898–1902) erschienen war. Die wissenschaftliche Auswertung des umfangreichen Materials dauerte bis 1917. 10 der 34 Teile behandelten Bearbeitungen der von Schei angelegten geologischen oder paläontologischen Sammlung. Peter Dawes würdigte Per Schei 1986 als „denjenigen, der vor der Nutzung des Flugzeugs den eindrucksvollsten Beitrag einer einzelnen Person zum geologischen Verständnis der arktischen Inseln geleistet hat“.

## Ehrungen
Als Anerkennung für seine Leistungen während der Arktisexpedition erhielt Per Schei die norwegische Verdienstmedaille und die Fram-Medaille. Die Halbinsel Schei Peninsula der Axel-Heiberg-Insel, das Kap Schei Point der Ellesmere-Insel am Baumann Fiord und der Berg Schei Summit in dessen Nähe sind nach Per Schei benannt.

## Schriften (Auswahl)
- Vorläufiger Bericht über die geologischen Beobachtungen auf der Zweiten Norwegischen Polarexpedition. In: Otto Sverdrup: Neues Land. Zweiter Band, F. A. Brockhaus, Leipzig 1903, S. 469–487.
- Summary of Geological Results. In: The Geographical Journal. Band 22, Nr. 1, 1903, S. 56–65 (englisch). doi:10.2307/1775049